# Tweede Slag bij Winchester
De Tweede Slag bij Winchester vond plaats tussen 13 juni en 15 juni 1863 in Frederick County en Winchester, Virginia tijdens de Amerikaanse Burgeroorlog. Toen de Zuidelijke luitenant-generaal Richard S. Ewell via de Shenandoahvallei naar Pennsylvania oprukte, veroverde hij het Noordelijke garnizoen van Winchester onder leiding van Robert H. Milroy.

## Achtergrond
Na de Slag bij Brandy Station op 9 juni 1863 gaf generaal Robert E. Lee het bevel aan Ewell, bevelhebber van het 19.000 man sterke Second Corps van het Army of Northern Virginia, om via de Shenandoahvallei op te rukken richting Pennsylvania en ondertussen alle Noordelijke tegenstand uit de weg te ruimen. Zo kon Lee dan met de rest van het leger onopgemerkt naar Pennsylvania oprukken onder dekking van de Blue Ridge Mountains.

## Samenstelling van de strijdkrachten

### Ewells Second Corps, Army of Northern Virginia
Luitenant generaal Richard S. Ewells korps telde 19.000 soldaten en bestond uit:
- De divisie van generaal-majoor Jubal A. Early waaronder de brigades van brigadegeneraals Harry T. Hays, William "Extra Billy" Smith, John B. Gordon, and Isaac E. Avery
- De divisie van generaal-majoor Robert E. Rodes waaronder de brigades van brigadegeneraals Junius Daniel, George P. Doles, Alfred Iverson, Stephen Dodson Ramseur en kolonel Edward A. O'Neal
- De divisie van generaal-majoor Edward "Allegheny" Johnson waaronder de brigades van brigadegeneraals George H. Steuart, James A. Walker, John M. Jones en kolonel Jesse M. Williams * De cavaleriebrigade onder leiding van brigadegeneraal Albert G. Jenkins
- Korpsartillerie Reserve onder leiding van kolonel J. Thompson Brown

### Noordelijke 2nd Division, VIII Corps, Middle Military Division, Middle Departement
Generaal-majoor Robert H. Milroy strijdkracht telde 6.900 soldaten verdeeld over drie infanteriebrigades onder leiding van brigadegeneraal Washington L. Elliot en kolonels Andrew T. McReynolds en William G. Ely en twee kleine buitenposten ten noordwesten van Winchester onder leiding van kolonel Joseph W. Keifer.

## Voorbereidende manoeuvres

### De bewegingen van het Army of Northern Virginia
De manoeuvres van Ewells korps maakten deel uit van een grotere beweging van het Army of Northern Virginia om posities in te nemen om de rivier de Potomac over te steken naar Pennsylvania via de Blue Ridge Mountains. Dit plan werkt in werking gezet op 3 juni toen generaal Robert E. Lee de oorlog over de Potomac bracht. Longstreet First Corps rukte op via Snickers Gap. Hills Third Corps rukte op via Ashby’s Gap langs parallelle wegen zoals Ewells Second Corps oprukte. Stuarts cavalerie diende deze manoeuvres af te schermen van nieuwsgierige Noordelijke blikken door Lees rechterflank te beschermen.

#### De bewegingen van Ewells Second Corps
Ewells korps verliet Hamilton’s Crossing op 4 juni en arriveerde op 7 juni in Culpeper, Virginia. Toen Lee berichten kreeg dat de Noordelijken de Rappahannock waren overgestoken op 9 juni stuurde hij Ewell in noordoostelijke richting naar Brandy Station om generaal-majoor J.E.B. Stuart te ondersteunen. Toen ze daar aankwamen, trokken de Noordelijken zich al terug. Op 10 juni werd de opmars verder gezet. Op 11 juni bereikten de divisies van Early en Johnson de Sperryville turnpike om vandaar uit de Gaines Crossroads te nemen. Rodes’ divisie nam de Richmond Road naar Flint Hill. In de avond van de 11de juni belegde Ewell een vergadering met Earlyn Johnson en de topograaf van het Second Corps Jedediah Hotchkiss om de routes uit te stippelen om Winchester en Martinsburg in te nemen.
Op 12 juni marcheerde het Second Corps door Chester's Gap ten zuidoosten van Front Royal, Virginia. Bij de Front Royal Turnpike sloot de cavalerie van het Second Corps onder leiding van brigadegeneraal Albert G. Jenkins zich aan bij Ewells korps. Ewell pleegde overleg met Early en Jenkins om het aanvalsplan verder te verfijnen. Het korps zou in tweeën gesplitst worden.
De ene helft zou via het noorden naar Berryville en Martinsburg oprukken om een eventuele Noordelijke aftocht te verhinderen. Dit zou uitgevoerd worden door de divisie van Rodes en de cavaleriebrigade van Jenkins. Zo hoopte Ewell om het 1.800 man sterke garnizoen van Berryville te veroveren en Martinsburg te bedreigen. De hoofdaanval werd gericht op Winchester. De divisies van Early en Johnson en de 16th Virginia Cavalry Battalion onder leiding van majoor James H. Nounnan zou in noordwestelijke richting oprukken naar Winchester om het 6.000 tot 8.000 man sterke Noordelijke garnizoen van Milroy gevangen te nemen. Tegen de avond van de 12de juni kampeerde Rodes’ divisie op 8 km ten noorden van Front Royal nabij Stone Bridge. Johnsons divisie kampeerde bij Cedarville en Earlys divisie bij de rivier de Shenandoah.

### Milroys defensieve stellingen

#### Buitenpost van Berryville
Milroy had het bevelhebberschap van het garnizoen in Winchester begin 1863 op zich genomen. Tegen april had hij nog altijd weinig grip op de voortdurende raids die de Zuidelijken uitvoerden door de passen van Snicker en Ashby in de Shenandoahvallei. Daarom had zijn superieur, generaal Schenk, er op aangedrongen om één extra brigade in Berryville te stationeren. Zo zou Milroy gemakkelijker de oversteekplaatsen langs de rivier de Shenandoah kunnen bewaken. Milroy stuurde McReynolds’ brigade naar Berryville met de opdracht om bij het geringste onraad terug te plooien op Winchester zelf.

#### De stellingen van de Noordelijke cavalerie
Milroy had rond Winchester verschillende voorposten ingericht. Deze lagen echter te dicht bij de stad zelf om goed te functioneren. Zo had Milroy weinig zicht op de onmiddellijke omgeving rond de stad. Hij stuurde enkele cavaleriepatrouilles verder van de stad weg. Maar door de vele schermutselingen met de vijand waren er ook hiervan te weinig. Een voorbeeld hiervan was de schermutseling op 26 februari toen de 1ste New York Cavalry en de 13th Pennsylvania Cavalry een Zuidelijke raiderseenheid achtervolgden. Hierbij botsten ze op de 7th en 11th Virginia Cavalry, onder leiding van kolonel O.R. Funsten, en verloren hierbij 197 soldaten. De meest verre patrouilles lagen ten zuiden bij Parkins Mill Battery op slechts 6 km van Winchester.

#### Fortificaties in en rond Winchester
Winchester was voor 1863 reeds goed versterkt met een fortengordel. Toen Milroy het bevel op zich nam, bouwde hij tien extra forten rond Winchester genummerd van 1 tot 10. Zo nam hij verschillende bestaande forten op zijn nieuwe linie. De verschillende forten verbond hij met een loopgravenstelsel. Deze vormden de sleutel tot Milroys strategie. Hij zou zijn troepen binnen de gordel terugtrekken en de vijand te lijf gaan met zijn goed gepositioneerde artillerie. Zo hoopte hij het om verschillende maanden vol te houden tegen een eventuele Zuidelijke aanval.
Tijdens de slag zou Milroy zijn eenheden concentreren op de westelijke heuvels in de hoogstgelegen en best versterkte forten. Deze forten waren:
- Battery No. 2 – Fort Milroy: Dit fort was oorspronkelijk van Zuidelijke makelij. Onder generaal-majoor Banks werd het fort uitgebreid en "Fort Garibaldi" gedoopt. Het werd bewaakt door de 39th New York regiment. Milroy zou het fort verder versterken en uitbreiden. Hij bracht er 14 kanonnen in onder waaronder zijn zware artillerie. Het kreeg de naam Fort Milroy mee. Na de slag en inname veranderde het fort opnieuw van naam in Fort Jackson.
- Battery No. 3 – Star Fort: Dit fort werd door de Noordelijken gebouwd in 1862 en versterkt door Milroy. Er werden 8 kanonnen in onder gebracht. Na de slag kreeg het de naam Fort Alabama.
- Battery No. 5 – West Fort: Dit was het kleinste van de drie grote forten. Het was bewapend met 4 kanonnen en lag ten westen van Fort Milroy. (Na de later slag werd het herdoopt in Louisiana Heights)

De kleinere forten werden tijdens de slag verlaten.
- Battery No. 1: Situeerde zich langs Bower's Hill ten zuiden van Fort Milroy (Battery 2).
- Battery No. 4: Een groot stervormige versterking met loopgraven en kleinere versterkingen. Het was bewapend met 6 kanonnen en lag ten noorden van Star Fort (Battery 3) op dezelfde heuvelrug.
- Battery No. 6: Een kleine versterking met 2 kanonnen tussen (Battery 5) en Battery.
- Battery No. 7: Een grotere versterking met loopgraven en 8 kanonnen gesitueerd op de Apple Pie Ridge ten westen van Apple Pie Ridge Road.
- Battery No. 8: Een groep kleinere versterkingen heuvelafwaarts van (Battery 3).
- Battery No. 9: Onbekende locatie
- Battery No. 10: Dit was oorspronkelijk het Zuidelijke Fort Collier built gelegen op de oostelijke helling van de Martinsburg turnpike aan de noordzijde van de stad.
- Fortification bij Opequon Crossing (Parkins Mill Battery): Een versterking op ongeveer 6 km ten zuiden van Winchester langs de rivier de Opequon.

## De slag op 13 juni

#### Johnsons divisie rukt op naar Front Royal Pike
Rond 08.30u verdreef de voorhoede van Johnsons divisie Noordelijke voorposten bij de Opequon River crossing. Rond 09.30u vonder cavalerieschermutselingen plaats bij Hoge Run. Johnsons opmars werd opgehouden door het kanonvuur van Fort Milroy rond de middag. De rest van de middag vonden er artillerieduels en infanterieschermutselingen plaats. Johnson bleef op zijn stelling totdat Earlys divisie arriveerde op het slagveld.

#### Earlys divisie rukt op naar de Valley Pike
Early kreeg het bevel van Ewell om via Ninevah en Newtown naar het noorden te marcheren richting de Valley Pike. Toen zijn eenheden rond de middag bij Kernstown arriveerden, vonden er schermutselingen plaats met infanterie en artillerie. In de late namiddag verjoeg Early de Noordelijke voorposten bij de Valley Pike tolpoort.

#### Milroy trek zijn troepen samen in de forten
Milroy had nog steeds niet voldoende aanwijzingen om te weten dat hij het opnam tegen het volledige tweede korps van Lees leger. Toch trok Milroy zijn strijdmacht samen in de drie grote forten bij de stad. Dit ging lijnrecht in tegen de bevelen van de opperbevelhebber Henry W. Halleck die een volledige evacuatie voorstond. Hij vroeg aan Schenck om Milroy het bevel toch uit te voeren. Milroy slaagde er echter in om Schenck ervan te overtuigen dat hij een bijna onneembare positie had ingenomen en bleef dus in zijn forten.

#### Rodes' divisie nadert Berryville en Martinsburg
Ewell had goede inlichtingen ontvangen over de Noordelijke stellingen en over de eventuele mogelijk ontsnappingsroutes. Daarom had hij Rodes’ divisie via Berryville naar Martinsburg doen oprukken om de ontsnappingsroutes af te snijden. Toen Rodes was aangekomen in Berryville probeerde hij nog de brigade van McReynolds uit te schakelen. McReynolds had zich echter tijdig teruggetrokken naar Winchester toen hij de Zuidelijken hoorde naderen. McReynolds nam de stellingen in het Star Fort ten noorden van de stad. De Zuidelijken sneden de telegraaflijnen door en bij het invallen van de duisternis bereikte Rodes’ divisie Martinsburg. De stad en vijf Noordelijke kanonnen werden veroverd. In de nacht van de 13 op de 14 juni brak een storm los over Winchester.

### De slag op 14 juni: Ewells dubbele flankaanval

#### Earlys linker flankeerbeweging naar Apple Pie Ridge
In de vroege ochtend van de 14de juni veroverde Gordons brigade Bower’s Hill. Johnson breidde zijn linies uit naar rechts. In de straten van Winchester vonden verschillende schermutselingen plaats. Early en Ewell beslisten om een dubbele flankeerbeweging uit te voeren. Gordons brigade en twee batterijen werden achtergelaten op Bower’s Hill. Ondertussen leidde Early zijn drie andere brigades en 20 kanonnen naar Cedar Creek Grade. Dit lag ten westen van Apple Pie Ridge en uit het zicht van de Noordelijke linies. Vandaar uit trokken ze verder naar Walnut Grove. Terwijl Early op mars was, viel Johnson een scherpschutterslinie naar voor om de Noordelijke aandacht af te leiden. De Zuidelijke en Noordelijke artillerie op Bower’s Hill en Fort Milroy openden het vuur op elkaar. In de loop van de namiddag had Earlys strijdmacht hun positie bereikt. Hij stelde 8 kanonnen op bij Brierly Farm en de andere 12 in een boomgaard. De aanvallen van Johnson waren ondertussen gestaakt. Milroy en zijn bevelhebbers geloofden dat ze de eerste Zuidelijke aanval hadden afgeslagen. Ze beseften echter niet dat Winchester en de forten volledig omsingeld waren en dat hun ontsnappingsroute was geblokkeerd door Rodes’ divisie.

#### Earlys aanval op het West Fort
Rond 18.00u opende Earlys artillerie het vuur op West Fort De 20 kanonnen vuurden gedurende 45 minuten. Ondertussen rukte Hays’ Louisiana Brigade op door de korenvelden naar de voet van Apple Pie Ridge. Ze openden de aanval op de verdedigingswerken. Na een kort maar hevig gevecht trokken de Noordelijken zich terug naar Fort Milroy. De artillerie werd veroverd door de Zuidelijken en nu op hun vroegere eigenaars gericht. Hays’ aanval werd ondersteund door Smiths en Averys brigades. De invallende duisternis voorkwam verdere veroveringen. Die avond betrok Ewell Bowers’ House als zijn hoofdkwartier. Tot ver in de nacht bombardeerde Earlys artillerie Fort Milroy.

#### Johnsons rechter flankeerbeweging naar Stephenson's Depot
Ewell wou een eventuele vlucht van de Noordelijken voorkomen en stuurde daarom Johnson naar de Charles Town Road. Deze weg liep in oostnoordoostelijke richting. Om 21.00u vertrok Johnson met Steuarts en Williams’ brigade en 8 kanonnen om via de Berryville Pike en de Jordan Springs Road naar Stephenson’s Depot te marcheren. Dit was een treinhalte op de Winchester and Potomacspoorweg. Rond middernacht vertrok ook de brigade van Stonewall om de colonne te vervoegen. Enkel Jones’ brigade bleef achter bij de Berryville Pike ten oosten van de stad.

#### Milroy trok zich terug langs de Martinsburg Pike
Om 21.00u namen Milroy en zijn officieren de beslissing om een doorbraakpoging te ondernemen naar Harpers Ferry via de oude Charles Town Road. Dit was dezelfde weg waarlangs Johnson marcheerde om de vijand tegen te houden. De Noordelijken maakten hun kanonnen onklaar en vernietigden hun bagagewagens. Kort na middernacht vertrokken de Noordelijken in alle stilte naar de Charles Town crossroad, net ten zuiden van Stephenson's Depot.

### De slag op 15 juni: Johnsons aanval bij Stephenson's Depot
In de vroege ochtend van 15 juni ontdekten de voorposten van Johnson de terugtrekkende Noordelijke colonne bij het kruispunt van de Valley Pike en de oude Charles Town Road. Milroy probeerde zich al vechtend een weg te banen. Johnson stelde zijn troepen op over de Milburn Road en plaatste twee kanonnen bij de Charles Town Road spoorwegbrug. De rest van zijn artillerie stelde hij op de heuvels ten oosten van de Milburn Road op. Terwijl de ochtend vorderde, voerden de Noordelijken sporadische en ongecoördineerde aanvallen uit op de brug en de spoorweg. De Zuidelijken sloegen iedere aanval af. Nicholls brigade sloeg de laatste Noordelijke aanval af. Toen ze samen met de brigade van Stonewall de tegenaanval inzetten, stortte de Noordelijke linie in. Vele gaven zich over. De rest vluchtte in alle richtingen.

## Gevolgen
De Noordelijke verloren 4.443 soldaten waarvan 95 gesneuveld, 348 gewond en 4.000 vermist of gevangen. De Zuidelijke verliezen waren veel kleiner. Ze waren 269 verloren waarvan 47 gesneuveld, 219 gewond en 3 vermist.
Milroy en zijn staf, zijn cavalerie en enkele kleinere eenheden slaagden erin van te ontsnappen naar Harpers Ferry. Milroys eenheid hield op te bestaan. De resten van zijn 2e divisie, VIII Corps werden opgenomen in het Middle Departement. Milroy zelf werd onder arrest geplaatst. De Zuidelijken hadden een grote buit veroverd. Met de buit equipeerden ze een volledig infanteriebataljon en een cavalerie-eskadron. Daarnaast hadden ze een grote voorraad aan eten, kledij, medicijnen, munitie en handwapens bemachtigd. Hoewel Milroys na een onderzoek gezuiverd werd, kreeg hij nooit nog een commando toegewezen. De inname van Winchester en het verjagen van de Noordelijke troepen uit de regio vergrootten de slaagkansen van Lees nieuwe invasie. De verovering van voorraden bevestigde Lees idee over het tactisch en strategisch doel van de veldtocht.